# ウィリアム・フォーシャグ
ウィリアム・フレデリック・フォーシャグ（William Frederick Foshag, 1894年3月17日 - 1956年5月21日）はアメリカ合衆国の地質学者・鉱物学者である
。100編近くの論文を発表し、その中でフォシャジャイト (foshagite)を含む13点の新鉱物について述べた。

## 略歴
フォーシャグは 1919年にカリフォルニア大学バークレー校から学士号を取得し、米国国立博物館（現・国立自然史博物館）に入った。国立博物館に入所後 1923年「合衆国西部のコールマン石（英語: colemanite）鉱床の起源」("The origin of the colemanite deposit of the western United States") でカリフォルニア大学バークレー校から Ph.D. を取得した。フォーシャグは地質学部門の主席学芸員として鉱物と宝石のコレクションを大幅に増やした。フォーシャグの在職中の最大の功績は、世界最高とランクされたワシントン・ローブリング (Washington Roebling) とフレデリック・カンフィールド (Frederick Canfield) の世界中の鉱物と宝石の個人コレクションの寄贈を受けたことである - (ローブリングのコレクションは約16,000点の標本から成る)。ローブリングとカンフィールドは多額の寄付もした。1926年から1941年の期間、メキシコおけるフォーシャグの研究活動はローブリング資金によるところが大きい。フォーシャグの名声の大部分は、パリクティン火山の研究からもたらされた。パリクティン火山は、科学者たちに火山のライフサイクルの全体を学ぶ最初の機会を与えた。フォーシャグは、1943年パリクティン火山が初めて出現した時、メキシコに居た。フォーシャグはパリクティン火山の成長を観察するためメキシコに2年以上とどまった。1946年にフォーシャグとエドワード・ヘンダーソン (Edward P. Henderson) は米軍が接収した宝石を鑑定するため日本に行った。二人は宝石の分類と評価に4か月以上を要した。これらの宝石は当時の相場で約2千500万米ドルの価値があった。フォーシャグとヘンダーソンは日本に滞在中に御木本幸吉とその義弟の久米武夫に会った。久米は日本の宝石学の先駆者の一人と言われている。1949年フォーシャグはアメリカの宝石専門雑誌 Gems & Gemology に御木本の紹介記事を発表した。米国国境以南の唯一の硬玉石の産地であるグアテマラのモタグァ谷での発見に基き、フォーシャグは1949年に中央アメリカ先コロンブス期のヒスイの探査をグアテマラ政府から依頼された。
1956年に亡くなるまでの長い期間、フォーシャグは国立博物館の地質学部門の主席学芸員の職にあった。フォーシャグは、同じ職場で働いていてアーティストであった妻のメルル・クライスラー・フォーシャグ (Merle Crisler Foshag, 1899 - 1977) より先に亡くなった。
戦前、理化学研究所の飯盛里安と手紙のやり取りをしていたことが、飯盛の日記に記されている。

## 主な論文
- Larsen, Esper S.; Foshag, William F. (1921). “Merwinite, a new calcium magnesium orthosilicate from Crestmore, California”. American Mineralogist 6 (No.10):  143 - 148.
- Foshag, William F. (1931). “Schairerite, a new mineral from Searles Lake, California”. American Mineralogist 16 (No.4):  133 - 139.
- Foshag, William F. (1935). “Burkeite, a new mineral species from Searles Lake, California”. American Mineralogist 20 (No.1):  50 - 56.
- Foshag, William F. (1941). “Problems in the study of meteorites”. American Mineralogist 26 (No.3):  137 - 144.
- Foshag, William F. (1950). “The aqueous emanation from Paricutin volcano”. American Mineralogist 35 (Nos.9 and 10):  749 - 755.
- Foshag, William F. (1954). “Acceptance of the Roebling Medal of The Mineralogical Society of America”. American Mineralogist 39 (Nos.3 and 4):  296 - 299.